# Classificações históricas dos chefes de governo de Portugal

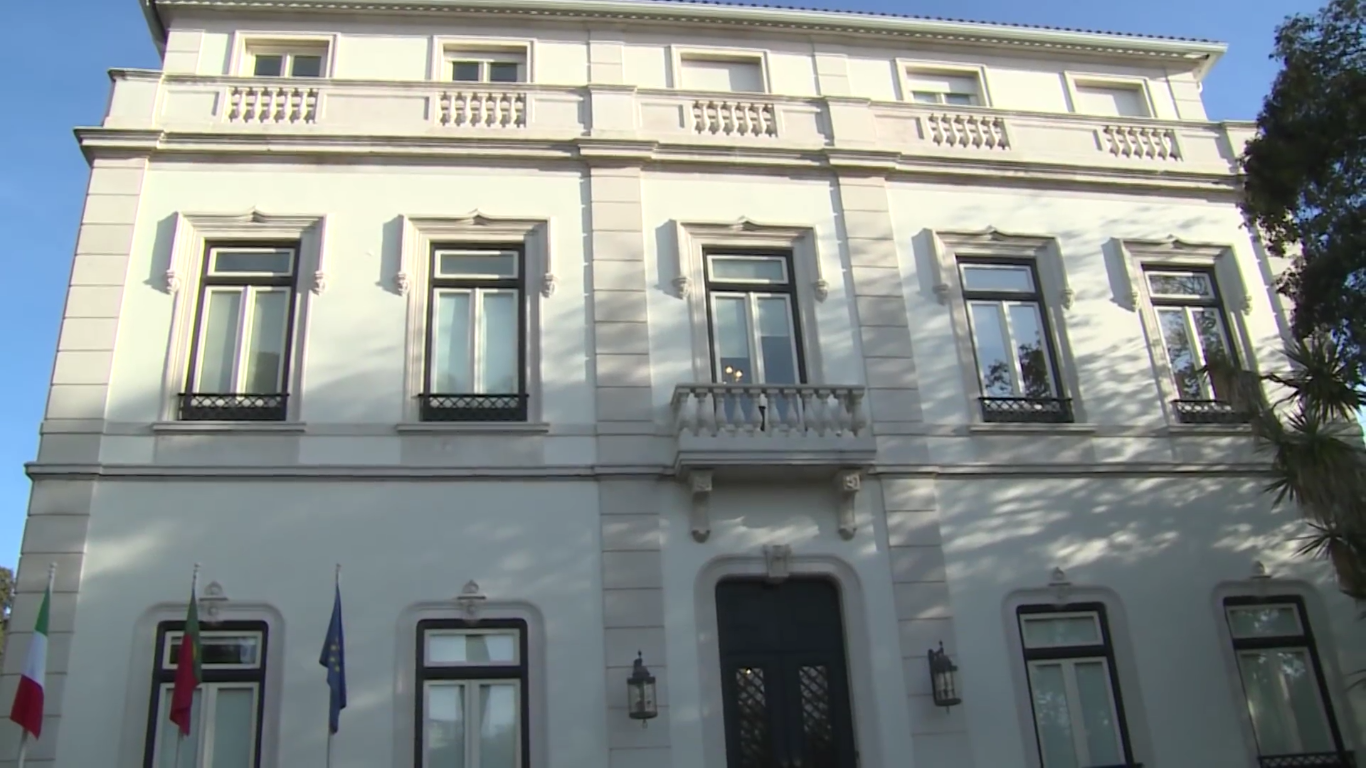
Palacete de São Bento, residência oficial do Primeiro-Ministro de Portugal desde 1938.

Em ciência política, sondagens têm sido realizado com o objetivo de construir rankings históricos do sucesso de indivíduos que serviram como Primeiro-Ministro de Portugal. Os sistemas de classificação são geralmente baseados em pesquisas de historiadores e cientistas políticos académicos ou opinião popular. Os rankings focam em realizações, liderança, integridade, falhas e defeitos dos presidentes.

## Pesquisas

### Opinião pública
Dentro de cada coluna: Quartis foram determinados ao dividir os dados numa metade superior e inferior. Dos estudos de opinião conhecidos, ambos avaliaram apenas os chefes de governo desde o segundo Governo de Mário Soares.
- Fundos verde indicam primeiro metade.
- Fundos vermelhos indicam segunda metade.

| No. | Chefe de Governo    | Partido político         | i/Pitagórica 2012 | i/Pitagórica 2014 | Metade mais frequente |
| --- | ------------------- | ------------------------ | ----------------- | ----------------- | --------------------- |
| 1   | Mário Soares        | Partido Socialista       | 22,7              | 23,9              | 1                     |
| 2   | Aníbal Cavaco Silva | Partido Social Democrata | 23,7              | 23,6              | 1                     |
| 3   | António Guterres    | Partido Socialista       | 26,8              | 24,4              | 1                     |
| 4   | Durão Barroso       | Partido Social Democrata | 8,1               | 6,7               | 2                     |
| 5   | Pedro Santana Lopes | Partido Social Democrata | 4,0               | 6,9               | 2                     |
| 6   | José Sócrates       | Partido Socialista       | 6,2               | 7,7               | 2                     |
| 7   | Pedro Passos Coelho | Partido Social Democrata | 8,4*              | 6,8*              | 2                     |